# Susak (posuda)
Susak je drvena tradicijska posuda koja služi za piće. Iz nje se uglavnom pije vino. Izrađena je od rascijepljenih komada drva smrike odnosno od nekoliko daščica (duga, dužica) međusobno priljubljenih i učvršćenih metalnim obručem. Uža je u gornjem dijelu, a šira u donjem. Drška suska napravljena je od smotane grane drveta. Treba je razlikovati od slične tradicijske posude koja se naziva bukara, a koja se pravi od smrike ili vrbe, ima drveni obruč te je šira u gornjem, a uža u donjem dijelu. 
'Umijeće izrade bukare i suska' upisano je Registar kulturnih dobara Republike Hrvatske pod rednim brojem Z-7747 kao zaštićeno nematerijalno kulturno dobro. Umijeće se prakticira gotovo na čitavom hrvatskom krškom području, od Like, preko kontinentalnog dijela Dalmacije do doline Neretve, kao i na nekim otocima, a prenosi se kao obiteljska tradicija nasljeđivanjem drvenih šablona i usmenom predajom.